# Alectis simus
Az Alectis simus a csontos halak (Osteichthyes) főosztályának a sugarasúszójú halak (Actinopterygii) osztályába, ezen belül a sügéralakúak (Perciformes) rendjébe és a tüskésmakréla-félék (Carangidae) családjába tartozó fosszilis faj.

## Előfordulása
Az Alectis simus az eocén kori Brit-szigetek partmenti vizeiben élt, körülbelül 55 millió évvel ezelőtt.
Maradványa mellett, több recens és fosszilis nembéli faj kövületeit is megtalálták, mint például Caranxokat és Usacaranxokat.

## Fordítás
- Ez a szócikk részben vagy egészben  az   Alectis című angol Wikipédia-szócikk ezen változatának fordításán alapul.  Az eredeti cikk szerkesztőit annak laptörténete sorolja fel. Ez a jelzés csupán a megfogalmazás eredetét és a szerzői jogokat jelzi, nem szolgál a cikkben szereplő információk forrásmegjelöléseként.